# Museo de Arte Hispano Fernández Blanco
Das Museo de Arte Hispano Fernández Blanco ist ein Museum in der argentinischen Hauptstadt Buenos Aires. Es befindet sich auf der Calle Suipacha im Stadtteil Retiro in einem auch als Palacio Noel bekannten Haus aus den 1920er Jahren, das nach Entwürfen des Architekten Martín Noel im neu-kolonialen Stil erbaut wurde. 

## Überblick
Das Gebäude wurde ursprünglich vom Architekten als persönliches Wohnhaus errichtet. 1936 erwarb die Stadt das Haus zusammen mit der Kunstsammlung, die von Noel über die Jahre angelegt wurde. Ein Jahr später wurde das Museo de Arte Colonial eröffnet. 1943 stiftete Isaac Fernández Blanco seine Sammlung dem Museum und 1947 wurde es ihm zu Ehren umbenannt. 
Fernández Blanco war ein musikinteressierter Ingenieur und das Familienvermögen half ihm, eine Sammlung von Streichinstrumenten anzulegen. Später dehnte er sein Interesse auf Objekte aus Lateinamerika aus, darunter Silberobjekte, Gemälde, Möbel, Bücher und Dokumente. Weitere Stiftungen an das Museum wurden 1963 von Celina González Garaño und 1991 von ihrem Bruder Alfredo getätigt. 
Die Hinterlassenschaft von Fernández Blanco wird als eine der wichtigsten lateinamerikanischer Kunst angesehen. Silbergeschirr aus dem heutigen Bolivien und vom Río de la Plata, peruanische Gemälde, alte Photographien mit Ansichten von Quito oder von Jesuitenreduktionen sowie Möbel und Dekorationsgegenstände aus Brasilien. Zu sehen sind außerdem Haarkämme aus Schildpatt oder Horn, die von Frauen in der ersten Hälfte des 19. Jahrhunderts in der Region Río de la Plata benutzt wurden.